# Стюарт, Джеймс, граф Арран
Джеймс Стюарт (англ. James Stuart; 1545 — 5 декабря 1595) — шотландский дворянин, граф Арран с 1581 года, фаворит короля Якова VI, глава умеренно-консервативного правительства Шотландии в 1583—1585 годах.

## Молодые годы
Джеймс Стюарт происходил из младшей линии дома Стюартов, лордов Охилтри. В молодости Джеймс получил хорошее образование, выучил латинский и древнегреческий языки, а позднее вместе с набранными им в Шотландии наемными отрядами состоял на военной службе у королей Франции и Швеции. В 1579 году он вернулся в Шотландию и был принят при дворе короля Якова I. Джеймс Стюарт быстро завоевал расположение молодого монарха. Воспользовавшись желанием короля избавиться от опеки регента Мортона, Джеймс Стюарт выступил с обвинением Мортона в убийстве отца Якова VI. Регент был арестован и в июне 1581 года казнён. Власть в Шотландии перешла в руки фаворита короля герцога Леннокса. Вокруг него сформировался кружок молодых шотландских дворян, ориентировавших на Францию и пытающихся создать в Шотландии подобие блестящего французского королевского двора. Одним из лидеров этой молодежи и стал Джеймс Стюарт. 22 апреля 1581 года, под предлогом того, что предком Стюарта была дочь Джеймса Гамильтона, 1-го графа Аррана, король возвел своего придворного в титул графа Аррана, отняв тот у душевнобольного 3-го графа из дома Гамильтонов. Новый граф стал начальником королевской гвардии, создаваемой на французский манер.

## Приход к власти
В 1582 году власть в Шотландии захватили ультра-протестанты во главе с Уильямом Рутвеном, графом Гоури. Леннокс бежал из страны, а Арран был арестован. Лишь в июне 1583 года королю удалось избавиться от ультра-протестантов и сформировать новое правительство, во главе которого встал Джеймс Стюарт, граф Арран (лорд-канцлер Шотландии с 1584 года).

## Правление Аррана в Шотландии

### Отношения с ультра-протестантами
Правительство Аррана было более умеренным, чем радикальные режимы Леннокса и Рутвена. Король все более склонялся к выбору «среднего пути» в политике, позволяющего избежать крайностей и объединить враждующие группировки. Однако ультра-протестанты отказались поддержать Аррана. Для них он слишком тесно был связан с одиозным Ленноксом. Арест и казнь Рутвена в мае 1584 года также не прибавили Аррану популярности среди пресвитериан. Правда новый мятеж ультра-протестантов во главе с графом Ангусом в 1584 году был быстро подавлен, а его участники бежали из страны, но они смогли найти поддержку в английском правительстве. Государственный секретарь Елизаветы I, королевы Англии, Фрэнсис Уолсингем отказался от сотрудничества с правительством Аррана и оказывал всемерную помощь шотландским эмигрантам в Англии.

### Церковная политика
В церковной сфере политика Аррана представляла собой реакцию после ультра-протестантского режима Рутвена. Эндрю Мелвилл, идеолог пресвитерианства, был привлечен к королевскому суду, но смог бежать из страны. В мае 1584 года был изданы так называемые «Чёрные акты», которыми утверждалась верховная власть короля в церковной сфере, осуждалась практика создания пресвитериев и подтверждались прерогативы епископов.

### Внешняя политика
Несмотря на отказ Фрэнсиса Уолсингема и других протестантских советников королевы Англии сотрудничать с правительством Аррана, Джеймсу Стюарту путём прямых переговоров с Елизаветой I удалось добиться важного успеха: в 1585 году английская королева согласилась отозвать из Северной Англии шотландских ультра-протестантов, предоставить королю Якову VI ежегодную субсидию в размере 4 000 фунтов стерлингов и заключить договор о союзе с Шотландией.

## Падение Аррана
Добившись успехов на международной арене, Арран тем не менее не смог обеспечить себе прочной поддержки в Шотландии. Пресвитериане были настроены враждебно, новый любимец короля, Патрик Грей, строил интриги против канцлера, Уолсингем давил на Якова VI с требованием смещения Аррана. Воспользовавшись убийством 25 июля 1585 года одного из английских дворян приближенным Аррана, англичане потребовали суда над фаворитом. Яков VI был вынужден поместить Джеймса Стюарта под арест. В то же время в Шотландию вернулись лидеры ультра-протестантов во главе с графом Ангусом. Не имея возможности оказать им решительный отпор, король подчинился, Арран бежал из страны. Позднее Джеймс Стюарт вернулся в Шотландию, но в 1595 году был убит из мести племянником регента Мортона.